# Labullinyphia tersa
Labullinyphia tersa là một loài nhện trong họ Linyphiidae.
Loài này thuộc chi Labullinyphia. Labullinyphia tersa được Eugène Simon miêu tả năm 1894.